# Samuel Stierneld
Samuel Gustaf Stierneld, seit 1751 Freiherr (schwedisch friherre), (* 26. Dezember 1700 in Dagerort; † 4. Februar 1775 in Skattmansö, Västmanlands län) war ein schwedischer Feldmarschall.

## Leben

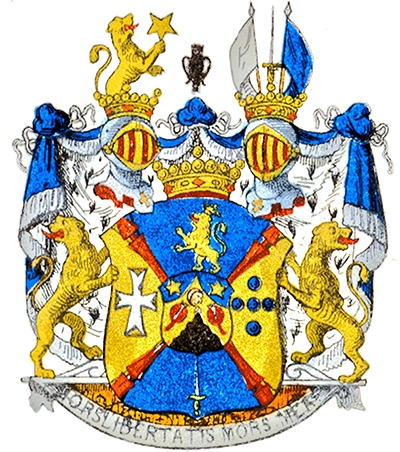
Freiherrliches Wappen Stierneld ab 1751

### Herkunft und Familie
Samuel war Angehöriger des schwedischen Adelsgeschlechts Stierneld. Seine Eltern waren der schwedische Major und Lagman Lars Stierneld (1669–1721) und  Anna Vendela, geborene Bloedysel (auch: Blödisel; 1678–1704).
Er vermählte sich 1726 mit Maria Charlotta, geborene Cronfelt (1703–1734), Tochter des Kammerrats Joachim Cronfelt. Eine zweite Ehe ging er 1754 in Stockholm mit Christina Birgitta, geborene Falker, verwitwete Silfverstråle (1723–1786), ein. Aus beiden Ehen ist jeweils ein Sohn hervorgegangen. Samuel Gustaf (1726–1742) wurde Regimentsadjutant der Livgarde, Adolf Ludvig (1755–1835) wurde Oberkammerherr und setzte den Stamm fort.
Stierneld wurde 1751 in den schwedischen Freiherrenstand erhoben und 1752 bei der Freiherrenklasse der schwedischen Ritterschaft introduziert (Nr. 236). Die von ihm gestiftete freiherrliche Linie, ist 1868 im Mannesstamm und 1916 gänzlich erloschen.

### Werdegang
Stierneld war zunächst Student in Uppsala, bevor er 1714 Page bei der Witwenkönigin Hedwig Eleonora wurde. Er stand als dessen Leibpage auch in der Gunst Karls XII.
Seine Laufbahn im schwedischen Heer begann er 1716 als Freiwilliger bei der Livgarde. Er als Sergeant auch Ordonnanzoffizier von General Dücker und machte im zweiten Feldzug in Norwegen den Kampf gegen Gyldenløve und die Belagerung von Frederikshald mit. Durch den Treffer einer Kanonenkugel wurde er auf dem Feldzug verletzt.
Im Polnischen Thronfolgekrieg trat Stierneld in französische Dienste und nahm unter anderem an der Eroberung von Philippsburg teil.
Als Leutnant bei der Livgarde war er 1737 zurück in schwedischen Diensten. In den Reichstagen der Jahre 1738 bis 1741 war er Befürworter eines erneuten Waffengangs mit Russland. Mit Ausbruch des Krieges avancierte er zum Stabskapitän. Er war seit 1743 Adjutant des General en chef in Finnland, Gustav Friedrich von Rosen. Als Stellvertreter des Generals Graf Lewenhaupt führte er eine Gesandtschaft nach Russland an, um einen Frieden auszuhandeln. Er erhielt 1744 seine Beförderung zum Kapitän, wurde 1747 Oberstleutnant im Västmanland-Regiment, schließlich im selben Jahr noch Oberst und Kommandeur ebd. 1748 wurde Stierneld Ritter des Schwertordens.
Stierneld genoss das besondere Vertrauen von König Adolf Friedrich. 1754 wurde er Kommandeur des Schwertordens. Im Siebenjährigen Krieg eroberte er 1758 Demmin und Anklam. Er stieg im selben Jahr noch zum Generalmajor der Infanterie auf. Dann hatte er das Kommando in Stralsund und auf Rügen. Er führte 1760 die schwedischen Truppen bei der Befreiung des Klempenow-Passes an, wobei er durch Granatenbeschuss das Pferd verlor und erneut schwer verletzt wurde. 1764 avancierte er zum Generalleutnant und wurde 1770 Chef des Jämtland-Regiments. 1772 erhielt er das Großkreuz zum Schwertorden sowie seine Beförderung zum General der Infanterie. Er beschloss seine Tour 1773 mit dem Erhalt der Feldmarschallwürde.
Stierneld war Erbherr auf Skattmansö im Kirchspiel Vittinge, Västmanlands län. Er starb auf seinem Gut und wurde am 10. Februar 1775 zunächst in der Kirche zu Vittinge begraben, dann aber 1777 nach Fertigstellung in die Grabkapelle schwedisch Stierneldska Gravkoret seiner Familie umgebettet.